# 1721 în literatură
Anul 1721 în literatură a implicat o serie de evenimente și cărți noi semnificative.  